# Mahnmal Poulguen

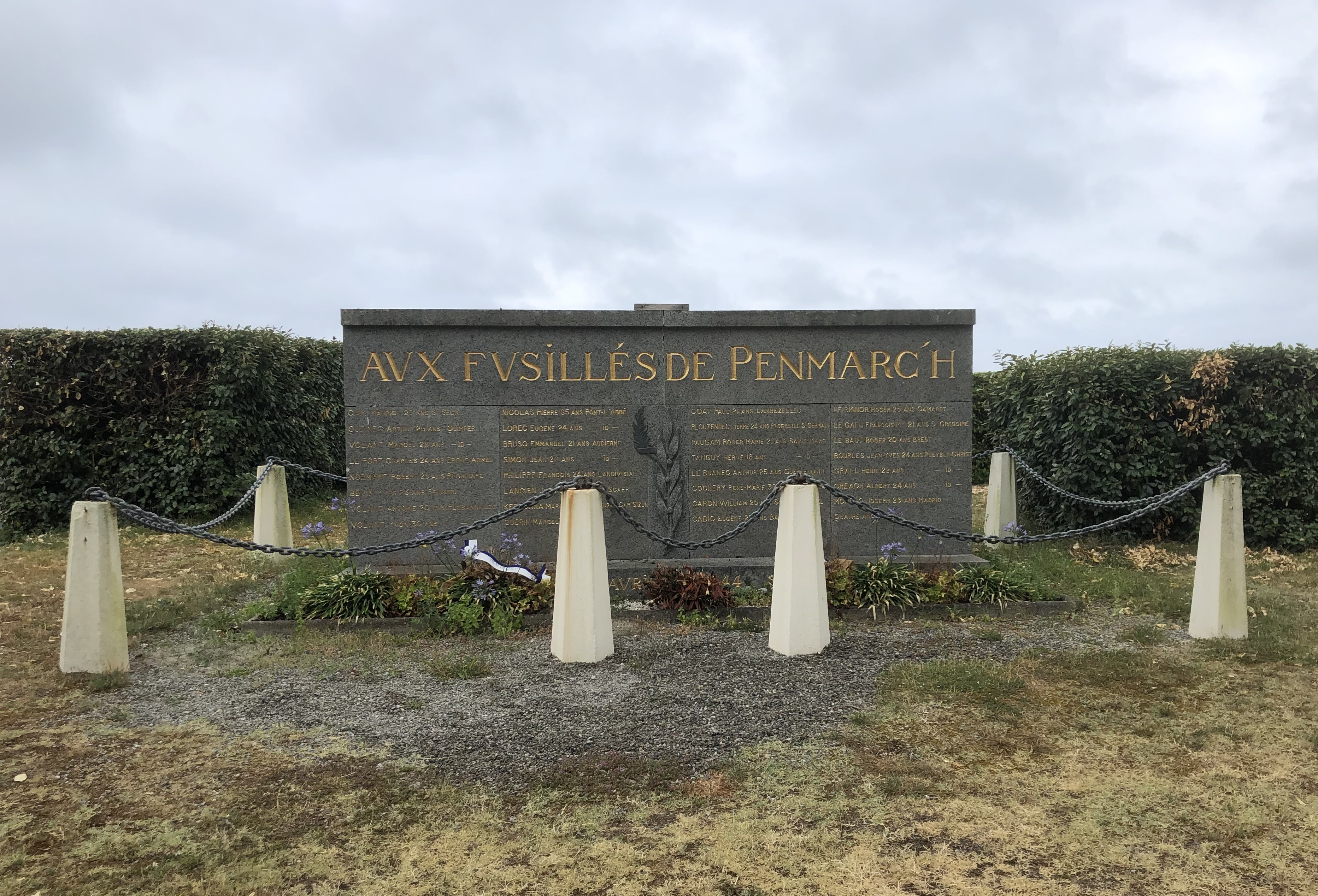
Mahnmal Poulguen, 2022

Das Mahnmal Poulguen ist ein Mahnmal im Gedenken an die Erschießung französischer Widerstandskämpfer während des Zweiten Weltkriegs bei Poulguen in der Bretagne in Frankreich.

## Lage

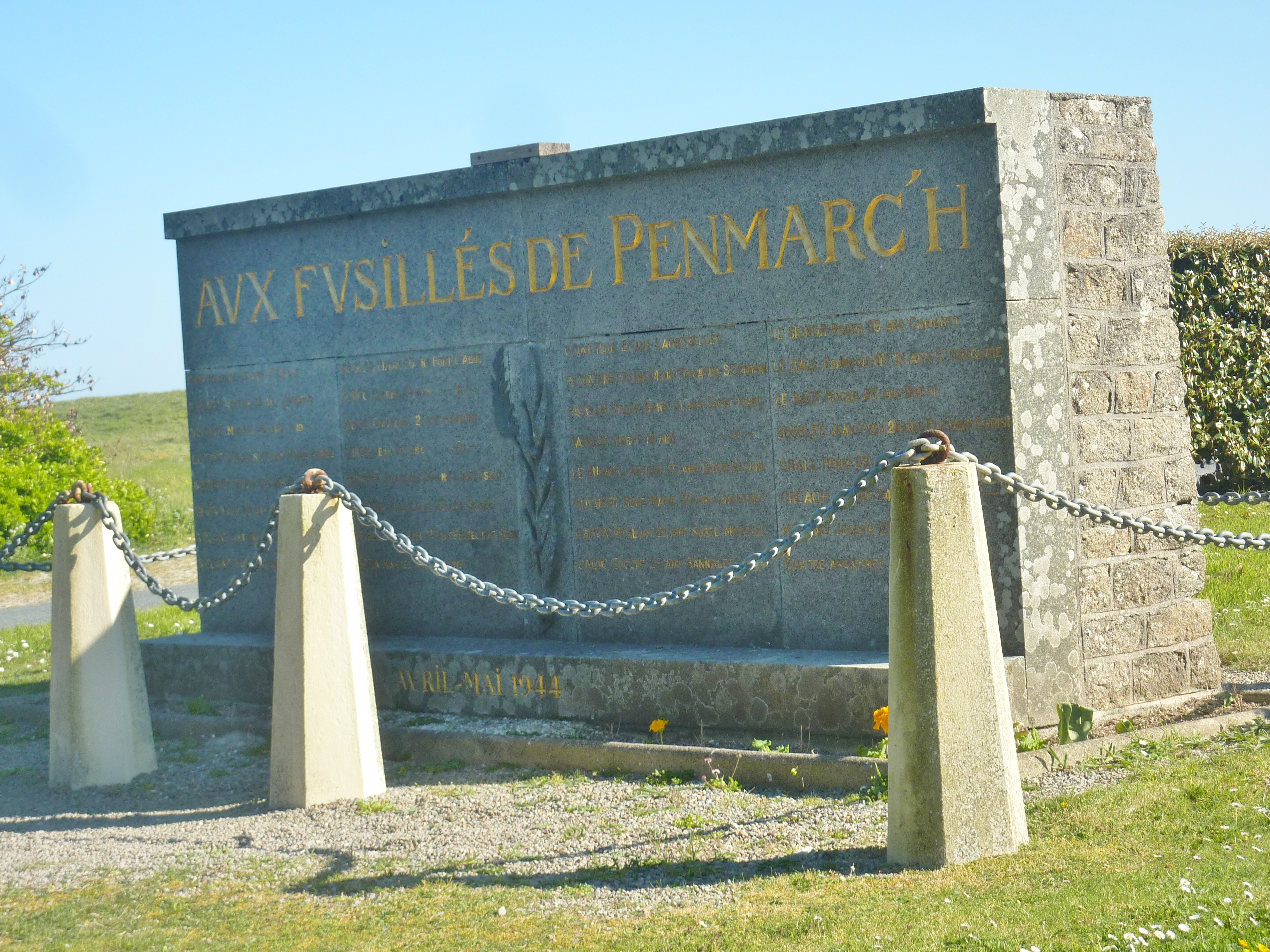
2014

Das Denkmal befindet sich südlich vom zur Gemeinde Penmarch gehörenden Dorf Poulguen unmittelbar an den Dünen der Küste der Biskaya. Östlich verläuft die Rte des Fusillés de 1944 in Richtung Strand.

## Geschichte
Die Widerstandskämpfer gehörten der französischen Widerstandsbewegung Francs-tireurs et partisans (FTP) an, die sich gegen die deutsche Besatzung richtete, und waren zumeist auch Mitglieder der Kommunistischen Partei Frankreichs. Sie befanden sich nach Verhaftungen durch Gestapo oder Feldgendarmerie im Gefängnis Saint Charles in Quimper. Die Verhaftungen waren im Zuge von Widerstandsaktionen oder durch Denunziation erfolgt. Zu den Widerstandsaktionen gehörten Sabotageakte zum Entgleisen von Zügen, so 1943 eines Munitionszuges in Bannalec, aber auch die Zerstörung militärischer Ausrüstungen, der Diebstahl von Sprengstoff oder die Verteilung illegaler Zeitungen und Flugblätter. Auch wurde abgeschossenen alliierten Piloten geholfen. Außerdem wurde ein deutscher Lastwagen, der Gefangene transportierte, und am 9. April 1944 schließlich sogar das Gefängnis Saint Charles in Quimper selbst angegriffen. 
Vermutlich in Reaktion auf den Angriff vom 9. April 1944 tagte am Morgen des 21. April 1944 ein deutsches Militärgericht und verurteilte 33 Widerstandskämpfer zum Tode. Noch am gleichen Tag wurde aus deutschen Soldaten der Kommandantur Guilvinec ein Erschießungskommando gebildet und die 33 Widerstandskämpfer in den Dünen von Poulguen erschossen. Personen aus Poulgouen, die die Truppenbewegungen beobachteten, wurden mit Schüssen vertrieben. Menschen bei Men Meur und in Poulguen hörten die Opfer auf dem Weg zur Hinrichtung die Marseillaise singen. Die Leichen wurden vor Ort in zwei ausgehobenen Gruben begraben. Andere Angaben gehen davon aus, dass die 33 Personen nicht alle schon am 21. April, sondern zum Teil erst im Mai 1944 hingerichtet worden.
Im Juni 1944 wurden auch noch die Leichen der Brüder Volant in einer gesonderten Grube begraben. Sie waren an der Gefangennahme von vier deutschen Soldaten am 6. Juni 1944 in Plomeur beteiligt gewesen. Die deutschen Soldaten waren nach Plonivel gebracht, dort eingesperrt und unter anderem von den Brüdern Volant bewacht worden. Nachdem deutsche Truppen auf Plonivel vorrückten und zuvor Geiseln genommen hatten, flohen die Brüder Volant. Antoine Volant wurde bei Kervéol erschossen, Yves starb bei der Überquerung der Steir.
Nach dem Abzug der deutschen Truppen fand am 31. August 1944 eine Exhumierung und Umbettung der insgesamt 35 Leichen statt. Bei mehreren Opfern wurden Folterspuren festgestellt. Besonders dramatisch waren die Verletzungen bei Roland Normand, dem der Mund mit Draht zugenäht worden war. Füße und Hände der beiden Brüder Volant waren mit Stacheldraht gefesselt. Zu vier Leichen konnte die Identität nicht festgestellt werden.
Ein ähnliches Denkmal ist das Mahnmal bei La Torche.

## Gestaltung und Inschriften
Das 1947 auf Initiative der Gemeinde Penmarch am Ort der Hinrichtungen errichtete Mahnmal besteht aus einer Mauer, an deren Nordseite sich eine Gedenkinschrift befindet. In großen Buchstaben steht im oberen Teil die französischsprachige Inschrift:
Darunter befinden sich in vier Spalten in goldenen Lettern die Namen der Erschossenen, ihr Alter und ihr Wohnort, soweit diese Angaben bekannt waren:
| CAM MAURiCE 25 ANS ST. SEGAL       | NICOLAS PiERRE 65 ANS PONT-L´ABBÉ       | COAT PAUL 21 ANS LAMBEZELLEC                  | LE SiGNOR ROGER 25 ANS CAMARET           |
| QUEINEC ARTHUR 25 ANS QUIMPER      | LOREC EUGENE 24 ANS - iD -              | PLOUZENNEC PiERRE 24 ANS PLOGASTEL-ST GERMAIN | LE GALL FRANÇOiS-MiE 21 ANS ST. GREGOIRE |
| VOLANT MARCEL 28 ANS - iD -        | BRUSQ EMMANUEL 21 ANS AUDIERNE          | PAUGAM ROGER-MARiE 21 ANS SAiNT-MARC          | LE BAUT ROGER 20 ANS BREST               |
| LE PORT CHARLES 24 ANS ERGUÉ-ARMEL | SiMON JEAN 20 ANS - iD -                | TANGUY HERVÉ 18 ANS - iD -                    | BOURLES JEAN-YVES 24 ANS PLEYBER-CHRIST  |
| NORMANT ROBERT 25 ANS PLOUHINEC    | PHiLiPPE FRANÇOiS 24 ANS Landivisiau    | LE BUANEC ARTHUR 25 ANS GUERLESQUIN           | GRALL HENRi 22 ANS - iD -                |
| BEVIN YVES 23 ANS PEUMERIT         | LANCIEN JEAN-LOUIS 23 ANS SCAËR         | COCHERY RENÉ-MARiE 30 ANS CHARTRES            | CRÉACH ALBERT 24 ANS - iD -              |
| VOLANT ANTOiNE 20 ANS PLOBANNELEC  | KERGONNA MARCEL 25 ANS BEUZEC-CAP-SIZUN | CARON WiLLiAM 25 ANS SOREL-MOUSSEL            | MORENO JOSEPH 29 ANS MADRID              |
| VOLANT YVON 30 ANS - iD -          | GUÉRiN MARCEL <PSEUDONYME>              | CADiC EUGENE 23 ANS BANNALEC                  | QUATRE ANONYMES                          |

(Das Wort ANS bedeutet Jahre, die Abkürzung iD ist als Wiederholung der in der Zeile darüber genannten Ortsbezeichnung gemeint, der Begriff PSEUDONYME verweist auf einen Namen als Pseudonym, die Wörter QUATRE ANONYMES in der letzten Spalte vier Anonyme.)
Unterhalb der Namenslisten befindet sich die Zeitangabe:
Umgeben ist die Gedenkmauer von sechs steinernen Pfosten, die mittels Eisenketten miteinander verbunden sind. Im Jahr 2019 wurden auf Initiative dreier ehemaliger Lehrer aus der Region etwas nordwestlich des Mahnmals französischsprachige Tafeln aufgestellt, die über die Ereignisse des Jahres 1944 informieren.

## Angaben zu den Opfern
Zu einigen Opfern wurden später einige biografische Details veröffentlicht:
- Yves Bévin, 23, Peumerit

Angehöriger der französischen Marine, ab Oktober 1943 im Widerstand aktiv. Er ging am 23. November 1943 zum Rathaus von Saint-Goazec, um sich Papiere zu holen. Er wurde am 24. November 1943, als er sich Brot holte, in Fell en Spézet in Besitz von falschen Papieren festgenommen.
- Emmanuel Brusq, 21, Audierne

arbeitete als Knecht
- Eugène Cadic, 23, Scaër

gehörte einer Anfang 1943 in Bannalec gebildeten Widerstandsgruppe an. Er wurde gemeinsam mit fünf weiteren Personen nach einer Denunziation in der Nacht vom 8. auf den 9. Januar 1944 im Hotelrestaurant Perrot von der Gestapo festgenommen.
- Maurice Cam, St. Segal

wurde 1923 in Pont-de-Buis geboren und arbeitete als Büroangestellter. Die Angabe auf dem Mahnmal gibt sein Alter im Jahr 1944 allerdings mit 25 an. Ende 1940 wurde er Mitglied der Kommunistischen Partei Frankreichs. Er gehörte zu den Verantwortlichen für den Angriff auf die Station Châteaulin im Jahr 1941 und trat 1942 der FTP bei. Er engagierte sich in der Maquis in Spézet-Saint-Goazec. Bei einer Aktion verletzte er einen kollaborierenden französischen Polizisten schwer. Am 24. November 1943 wurde er in Fell en Spézet festgenommen.
- Henri Caron, 25, Sorel-Moussel

1919 geboren, William genannt, war Anführer der im Juni 1942 gegründeten Widerstandsgruppe Justice. Er wurde nach einer Denunziation verhaftet. Der Versuch, ihn aus dem Gefängnis Saint-Charles in Quimper zu befreien, scheiterte.
- Paul Coat, 21, Lambézellec

arbeitete als Mechaniker.
- René-Marie Cochery, 30, Chartres

arbeitete als Fahrer.
- Albert Créach, 24, Pleyber-Christ

wurde 1921 geboren und war Sympathisant der Kommunistischen Partei Frankreichs. Er verteilte Flugblätter und Zeitungen der Partei und beteiligte sich an Aktionen. Mit Hilfe eines Kollaborateurs wurde er in eine Falle gelockt und verhaftet.
- Henri Grall, 22, Pleyber-Christ

wurde 1922 geboren und war Seminarist.
- Marcel Guérin

wurde 1922 in einem Vorort von Paris geboren. Sein eigentlicher Name war Jaques Gavois. Er wurde gemeinsam mit fünf weiteren Personen nach einer Denunziation in der Nacht vom 8. auf den 9. Januar 1944 im Hotelrestaurant Perrot von der Gestapo festgenommen.
- Marcel Kergonna, 24 (nach Angaben auf dem Mahnmal 25), Beuzec-Cap-Sizun

war im Februar/März 1944 in Gefangenschaft geraten.
- Jean-Louis Lancien, 23, Scaër

arbeitete als Anstreicher. Er gehörte einer Anfang 1943 in Bannalec gebildeten Widerstandsgruppe an und wurde gemeinsam mit fünf weiteren Personen nach einer Denunziation in der Nacht vom 8. auf den 9. Januar 1944 im Hotelrestaurant Perrot von der Gestapo festgenommen.
- Roger le Baut, 20, Brest

aus Morlaix stammender Arbeiter. Er wurde während des Überfalls auf einen Gefangenentransport von Pleyber-Christ nach Morlaix am 9. April 1944 festgenommen.
- Charles Le Port, 24, Ergué-Armel

trat der FTP bei und unterstützte die Kommunistische Partei Frankreichs. Seine Festnahme erfolgte während einer Verlobung im Zeitraum Februar/März 1944.
- Eugène Lorec, 24, Scaër (nach den Angaben auf dem Mahnmal Pont-l’Abbé)

gehörte einer Anfang 1943 in Bannalec gebildeten Widerstandsgruppe an. Er wurde gemeinsam mit fünf weiteren Personen nach einer Denunziation in der Nacht vom 8. auf den 9. Januar 1944 im Hotelrestaurant Perrot von der Gestapo festgenommen.
- Joseph Moreno, 29, Madrid

eigentlich Antonio García Martín, wurde 1914 in Casavieja in der spanischen Provinz Ávila geboren. Er war spanischer Republikaner. Er war eine Führungsperson der FTP in Brest.
- Pierre Nicolas, 65, Pont-l’Abbé

war ein aus Pont-l’Abbé stammender in Concarneau praktizierender HNO-Arzt. Im April 1943 wurde er Führer des Widerstands im Kanton. Seine Gruppe sammelte Informationen zu deutschen Militäreinrichtungen in Bénodet, widersetzte sich dem Pflichtarbeitsdienst Service du travail obligatoire (STO) und gewann Freiwillige. Nicolas wurde am 22. Februar 1944 verhaftet. In Concarneau ist eine Straße nach ihm benannt.
- Robert Normant, 25, Plouhinec

war unter dem Namen Jean Jacques bekannt und wurde in der Nähe des Bahnhofs Quimper festgenommen.
- Roger-Marie Paugram, 21, Saint Marc

arbeitete als Elektriker.
- Pierre Plouzennec, 24, Plougastel-Saint Germain

griff am 9. April 1944 gemeinsam mit elf weiteren Kämpfern das Gefängnis in Quimper an. Er wurde kurze Zeit später wegen einer anderen Anklage festgenommen.
- Arthur Queinnec, 25, Quimper

gehörte der FTP im Bigoudenland an und geriet im Zeitraum Februar/März 1944 in Gefangenschaft.
- Roger Signor, 23 Camaret

gehörte der französischen Marine an. Nach der Selbstversenkung der französischen Flotte in Toulon kehrte er nach Camaret zurück und schloss sich dem Maquis in Spézet an. Seine Festnahme erfolgte am 5. Januar 1944 in Gourin.
- Jean Simon, 20, Audierne

wurde in der Nähe des Bahnhofs Quimper festgenommen
- Hervé Tanguy, 18, Saint Marc

wurde 1926 geboren und war als Stuckateur in Brest tätig.
- Antoine Volant, Plobannelec

1922 geboren, nach der Angabe auf dem Mahnmal war er 1944 20 Jahre. Er war an der Gefangennahme von vier deutschen Soldaten beteiligt, indem er die Gefangenen in Plonivel bewachte. Bei seiner Flucht vor deutschen Truppen wurde er am 9. Juni 1944 bei Kervéol erschossen.
- Marcel Volant, 28, Quimper

gehörte der FTP in Quimper an.
- Yves Volant, 30, Plobannelec

war an der Gefangennahme von vier deutschen Soldaten beteiligt, in dem er die Gefangenen in Plonivel bewachte. Bei seiner Flucht vor deutschen Truppen wurde er am 9. Juni 1944 erschossen, als er die Mündung der Steir überqueren wollte.